# Aljaksandr Knazko
Aljaksandr Knazko (belarussisch Аляксандр Кнацько; * 25. Juni 1991) ist ein belarussischer Sommerbiathlet.
Aljaksandr Knazko startete international erstmals bei den Juniorenrennen der Sommerbiathlon-Europameisterschaften 2012 in Osrblie. Dort wurde er Sechster im Sprint, fiel aber mit 14 Fehlern im Verfolgungsrennen auf Rang 19 zurück. Mit der Mixed-Staffel belegte er Rang fünf. Ein Jahr später nahm er in Haanja an den Rennen der Männer teil, zu Beginn der Wettkämpfe in der Mixed-Staffel seines Landes eingesetzt und belegte an der Seite von Ksenija Pljaskina, Alena Luzykowitsch und Uladzislau Miadziukha den sechsten Rang. Im folgenden Sprint und dem Verfolgungsrennen wurde Knazko Achter und 14.

## Belege
1. ↑  Ivan Kusakin of Russia Junior European Champion in Osrblie’s sprint! (Memento des Originals vom 17. Mai 2014 im Internet Archive)  Info: Der Archivlink wurde automatisch eingesetzt und noch nicht geprüft. Bitte prüfe Original- und Archivlink gemäß Anleitung und entferne dann diesen Hinweis.
2. ↑  Aleksey Petrenko of Ukraine won the Russians today but.. watch the Kenyan Enock Lagat! (Memento des Originals vom 17. Mai 2014 im Internet Archive)  Info: Der Archivlink wurde automatisch eingesetzt und noch nicht geprüft. Bitte prüfe Original- und Archivlink gemäß Anleitung und entferne dann diesen Hinweis.
3. ↑  Mixed relay juniors : Russians European Champions… ! (Memento des Originals vom 17. Mai 2014 im Internet Archive)  Info: Der Archivlink wurde automatisch eingesetzt und noch nicht geprüft. Bitte prüfe Original- und Archivlink gemäß Anleitung und entferne dann diesen Hinweis.
4. ↑  Resultate des Mixed der EM 2013 (PDF; 378 kB)
5. ↑   Resultate Männersprint der EM 2013 (Memento vom 27. September 2013 im Internet Archive) (PDF; 363 kB)
6. ↑  Resultate Männerverfolgung der EM 2013 (PDF; 374 kB)

| Personendaten    | Personendaten                           |
| ---------------- | --------------------------------------- |
| NAME             | Knazko, Aljaksandr                      |
| ALTERNATIVNAMEN  | Knatsko, Aliaksandr; Кнацько, Аляксандр |
| KURZBESCHREIBUNG | belarussischer Sommerbiathlet           |
| GEBURTSDATUM     | 25. Juni 1991                           |